# La ballata del Pinelli
La ballata del Pinelli (nota anche come Ballata dell'anarchico Pinelli e Il feroce questore Guida) è una canzone anarchica scritta e incisa per la prima volta da quattro giovani anarchici del circolo "Gaetano Bresci" di Mantova con il successivo apporto di Pino Masi per l'arrangiamento e alcune modifiche testuali, e poi modificata e riproposta da numerosi interpreti tra cui Joe Fallisi, autore della versione "lunga" (nella prima pubblicazione Fallisi rimase anonimo come autore, firmandosi "parole e musica del proletariato"). 

## Argomento e testo
La canzone tratta della misteriosa morte dell'anarchico Giuseppe Pinelli, precipitato da una finestra della questura di Milano, dove era illegalmente trattenuto perché accusato ingiustamente della strage di Piazza Fontana, eseguita in realtà da neofascisti.
La canzone venne improvvisata la sera del 21 dicembre 1969, ossia il giorno dopo i funerali di Giuseppe Pinelli, con qualche variante rispetto alla versione qui data (per esempio: "Calabresi e tu Guida assassini" era inizialmente "Guida, Allegra, Pagnozzi, assassini"). Dopo alcuni tentativi su altre melodie (tra cui quella di "Colours" di Donovan) si scelse per l'adattamento quella de "Il feroce monarchico Bava", canto antimonarchico che parlava della repressione dei moti di Milano ad opera di Fiorenzo Bava Beccaris, perché aveva degli accordi semplici.
La canzone ha poi conosciuto altre edizioni discografiche, ad opera, ad esempio di Lotta Continua, ma con testo diverso, dove vengono espunti alcuni riferimenti all'anarchia ("le nostre bandiere" invece di "le nere bandiere", nonostante al funerale non vi fu nessuna bandiera rossa comunista, ma solo bandiere nere anarchiche). Ci furono anche versioni che nominavano meno il commissario Luigi Calabresi, soprattutto dopo il suo omicidio; alcuni interpreti eliminarono, ad esempio i versi che recitano "Calabresi ritorna in ufficio, / però adesso non è più tranquillo. (...) Gli operai nelle fabbriche e fuori / stan firmando la vostra condanna, / il potere comincia a tremare / la giustizia verrà giudicata. / Calabresi con Guida il fascista / si ricordi che gli anni son lunghi: / prima o poi qualche cosa succede / che il Pinelli farà ricordar."
Quasi inalterato invece l'incipit (posto anche alla fine): "Quella sera a Milano era caldo. / Ma che caldo che caldo faceva. / "Brigadiere apra un po' la finestra. / E ad un tratto Pinelli cascò."
I poliziotti citati nella versione completa nella canzone sono: Luigi Calabresi, allora commissario di polizia alla questura, Antonino Allegra, capo dell'ufficio politico della questura, Antonio Pagnozzi, commissario dell'ufficio politico della questura, Marcello Guida, questore di Milano (ex funzionario del regime fascista), Sabino Lo Grano, tenente dei carabinieri, presente all'interrogatorio di Pinelli.
Viene anche citato Pietro Valpreda, l'anarchico accusato ingiustamente assieme a Pinelli.
Tra gli interpreti successivi del canto, vi fu Claudio Lolli, che ne portò a lungo una versione personale, con il testo completo, nei suoi spettacoli.

### Analisi delle differenze tra i vari testi

#### Prima versione
La prima versione, quella degli anarchici (incisa ad, esempio, da Cesare Bermani nel 1978), oltre a presentare il riferimento alle "nere bandiere", presenta altre strofe con un chiaro riferimento all'anarchismo: «Calabresi e tu Guida assassini / che un compagno ci avete ammazzato / l'anarchia non avete fermato / ed il popolo alfin vincerà» (o la variante «Guida, Allegra, Pagnozzi assassini» e «se un compagno è stato ammazzato»; vi era una strofa con protagonista Guida, poi tagliata nelle versioni successive: «L'hanno ucciso perché era un compagno / non importa se era innocente / "Era anarchico e questo ci basta" / disse Guida il feroce questor» (o «il fascista questor»). La musica è del tutto simile a Il feroce monarchico Bava, senza arrangiamenti ulteriori. Le strofe "anarchiche", sono state rimosse (tranne una) nelle versioni successive.

#### Seconda versione
Venne poi modificata, nella versione della sinistra extraparlamentare, incisa dal cantautore Pino Masi (vicino a Lotta Continua) e poi dal Canzoniere del Proletariato, oltre che le "nostre bandiere" al posto di "nere bandiere", c'è la sostituzione della strofa citata che nominava l'anarchia con «E tu Guida e tu Calabresi / Se un compagno ci avete ammazzato / Per coprire una strage di stato / Questa lotta più dura sarà», che però si rivela importante per il riferimento alla "strage di stato", quando ancora non se ne parlava e nessuno ne sosteneva l'ipotesi, al di fuori del Circolo anarchico Ponte della Ghisolfa di Milano (quello frequentato da Pinelli, ma anche da Joe Fallisi). Inoltre in precedenza, in alcune esecuzioni, vi erano i citati riferimenti a Pagnozzi e Allegra, poi espunti, e alcune minime varianti testuali, a seconda dell'incisione. La linea musicale è leggermente modificata.

#### Terza versione
Nella terza versione, per le edizioni del gruppo comunista Lotta Continua e opera del cantautore anarchico Joe Fallisi: sostituisce nella seconda strofa "Signor questore" con "Commissario" e "giustizia, amor, libertà" ( o "giustizia nella libertà") diventa "eguaglianza nella libertà" (questo anche in alcune riproposizioni della seconda versione); nella terza strofa "vile attentato" diventa "questo attentato" e nella quarta "e l'autore di questo delitto / tra i padroni bisogna cercar" diviene "tra i padroni bisogna cercare / chi le bombe ha fatto scoppiar"; viene aggiunta la quinta strofa e nella sesta si nominano Lo Grano e Calabresi. Anche la settima è leggermente modificata, mentre dall'ottava alla dodicesima, invettive dirette contro Calabresi, Guida (il principale bersaglio della critica anarchica, poi messo in secondo piano da Calabresi, ad opera della campagna di stampa di LC), la finanza e la politica italiana (oltre ai riferimenti marxisti alla lotta di classe), sono, in pratica, aggiunte ex novo da Fallisi; la tredicesima è una modifica della nona strofa della prima versione, mentre l'ultima rimane identica, come l'inizio. La musica è riarrangiata in maniera più rock e blues.

#### Altre versioni
La versione di Claudio Lolli si differenzia per la musica che è più lenta e arrangiata diversamente, ma dal punto di vista testuale riprende sostanzialmente la versione di Fallisi.